# Thanh Thủy, Lệ Thủy
Thanh Thủy là một xã cũ thuộc huyện Lệ Thủy, tỉnh Quảng Bình, Việt Nam.

## Lịch sử
Ngày 16 tháng 6 năm 2025, Ủy ban Thường vụ Quốc hội ban hành Nghị quyết số 1680/NQ-UBTVQH15 về việc sắp xếp các đơn vị hành chính cấp xã của tỉnh Quảng Trị năm 2025. Theo đó, sắp xếp toàn bộ diện tích tự nhiên, quy mô dân số của các xã Cam Thủy (huyện Lệ Thủy), xã Thanh Thủy, xã Hồng Thủy, xã Ngư Thủy Bắc thành xã mới có tên gọi là xã Cam Hồng.

## Địa lý
Xã Thanh Thủy nằm ở phía huyện Lệ Thủy, có vị trí địa lý:
- Phía đông giáp xã Ngư Thủy Bắc
- Phía tây giáp xã Phong Thủy và xã Liên Thủy
- Phía nam giáp xã Cam Thủy
- Phía bắc giáp xã Hồng Thủy.

Xã Thanh Thủy có diện tích 14,20 km², dân số năm 2019 là 4.966 người, mật độ dân số đạt 350 người/km².

## Kinh tế
Kinh tế chủ yếu là nông nghiệp, tiểu thủ công nghiệp. 